# Велика хоральна синагога (Хмельницький)
Велика хоральна синагога — колишня юдейська релігійна споруда в місті Хмельницький, Україна.

## Історія
Синагога збудована у XVIII—XIX століттях у прибузьких кварталах міста. Серед одноповерхової скупченої забудови цих кварталів виділялася будівля Великої хоральної синагоги, яка первісно була дерев'яною (споруджена у XVIII столітті), а наприкінці XIX століття перебудована на цегляну в неокласичному стилі. У 1938 році синагогу закрили, а після війни перетворили на спортивний зал товариства «Спартак». Наприкінці 1950-х років квартал навколо синагоги повністю перебудували: спорудили триповерховий навчальний корпус кооперативного технікуму, дещо пізніше до нього прибудували ще один корпус цього закладу освіти, гуртожиток та житловий будинок. Таким чином синагога опинилася у подвір'ї технікуму і була знесена у 1991 році. Тепер на її місці побудований спортивний зал кооперативного коледжу.